# 임인채
임인채(1928년 3월 11일~2021년 8월 5일)는 대한민국의 정치인이다. 제9대 국회의원을 지냈다.

## 역대 선거 결과
|  | 48.8% |

|  | 34.46% |

|  | 18.20% |

|  | 13.10% |

|  | 17.93% |

|  | 9.40% |